# Едвард Лінг
Едвард Лінг (англ. Edward Ling, нар. 7 березня 1983, Тонтон, Велика Британія) — британський стрілець, бронзовий призер Олімпійських ігор 2016 року.

## Виступи на Олімпіадах
| Олімпіада           | Дисципліна | Місце |
| ------------------- | ---------- | ----- |
| Афіни 2004          | трап       | 25    |
| Лондон 2012         | трап       | 21    |
| Ріо-де-Жанейро 2016 | трап       | 3     |

## Зовнішні посилання
- Едвард Лінг — олімпійська статистика на сайті Sports-Reference.com (англ.) (архівна версія)